# Tittmoning
Tittmoning (pronunciación en alemán: /ˈtɪtmɔnɪŋ/ⓘ) es un municipio situado en el distrito de Traunstein, en el estado federado de Baviera (Alemania), con una población a finales de 2016 de unos 5818 habitantes.
Se encuentra ubicado al sureste del estado, en la región de Alta Baviera, en la ladera de los Alpes cerca de la orilla del río Salzach, y de la frontera con Austria.